# Columbine (album)
Columbine è l'album in studio di debutto della cantante danese Aura Dione, pubblicato il 28 gennaio 2008.
Il 29 maggio 2009 l'album è stato certificato disco d'oro in Danimarca per aver venduto più di 15 000 copie, e finora ha venduto circa 134 000 copie a livello mondiale.

## Tracce
Danimarca
1. Glass Bone Crash - 2:24
2. Little Louie - 4:26
3. Something from Nothing - 3:26
4. Picture of the Moon - 2:44
5. You Are the Reason - 3:02
6. Song for Sophie - 3:19
7. I Will Love You Monday - 3:23
8. Clear Hands - 3:51
9. Are You for Sale - 2:09
10. Anthony - 4:40

Europa
1. Glass Bone Crash - 2:24
2. Little Louie - 4:26
3. Something from Nothing - 3:26
4. Stay the Same - 3:11
5. Picture of the Moon - 2:44
6. You Are the Reason - 3:02
7. Song for Sophie - 3:19
8. I Will Love You Monday (365) - 3:23
9. Clear Hands - 3:51
10. Are You for Sale - 2:09
11. Anthony - 4:40
12. Lulla Goodbye - 3:27

## Classifiche
| Classifica (2008/2009) | Posizione massima |
| ---------------------- | ----------------- |
| Austria                | 31                |
| Danimarca              | 3                 |
| Germania               | 44                |
| Grecia                 | 46                |
| Svizzera               | 30                |